# 郭继承
郭继承（1978年—），男，汉族，中国政法大学马克思主义学院思政研究所副教授。山东莘县人，中国共产党党员。目前同时担任北京市委讲师团主讲老师、中国孔子基金会孔子学堂主讲老师、中广联合会文化艺术视听传播委员会副会长等职务。

## 生平
郭继承在农村长大，幼年并没有良好的教育条件，后于1994年考入聊城师范学院（今聊城大学）。1998年在聊城师范学院政治系毕业，取得法学学士学位。1998年-2001年在首都师范大学读法学硕士，取得硕士学位后，郭继承去中国政法大学参加工作。郭继承于2004-2007年在北京师范大学攻读哲学博士，师从韩震教授，取得了哲学博士学位，后又到西北大学攻读了历史学博士后。
郭继承的主要研究方向和领域包括：“中西文化比较、中国文化发展战略、中国优秀文化的弘扬与传承、解读经典书籍、人生哲学等”，编写了很多有关这些领域的书籍。

## 出版书目
郭继承编写了很多有关文化和哲学的书籍：
- 《中西方文化比较视野中的国学智慧》
- 《文化的传承与弘扬》
- 《中国文化的未来与——近代儒学对中国文化出路的探索与中国文化出路的思考》
- 《直面人生的困惑》[5][4]等。

## 流行文化与争议
2023年郭继承在自己的社交媒体上发布了一条关于“如来”一词含义的视频，由于语言重复含糊不清等原因而被部分网友恶搞、二创、引用，引发了“如来”这一网络迷因。
部分网友对于郭继承身为政法大学马克思主义学院思政研究所副教授，但频频传播封建思想、宗教和反对民主及言论自由的行为予以负面评价。面对网友的批评，郭继承选择了回避，并在2023年三月中旬清空了自己的哔哩哔哩账号下的所有信息。